# 原嘉義製材所

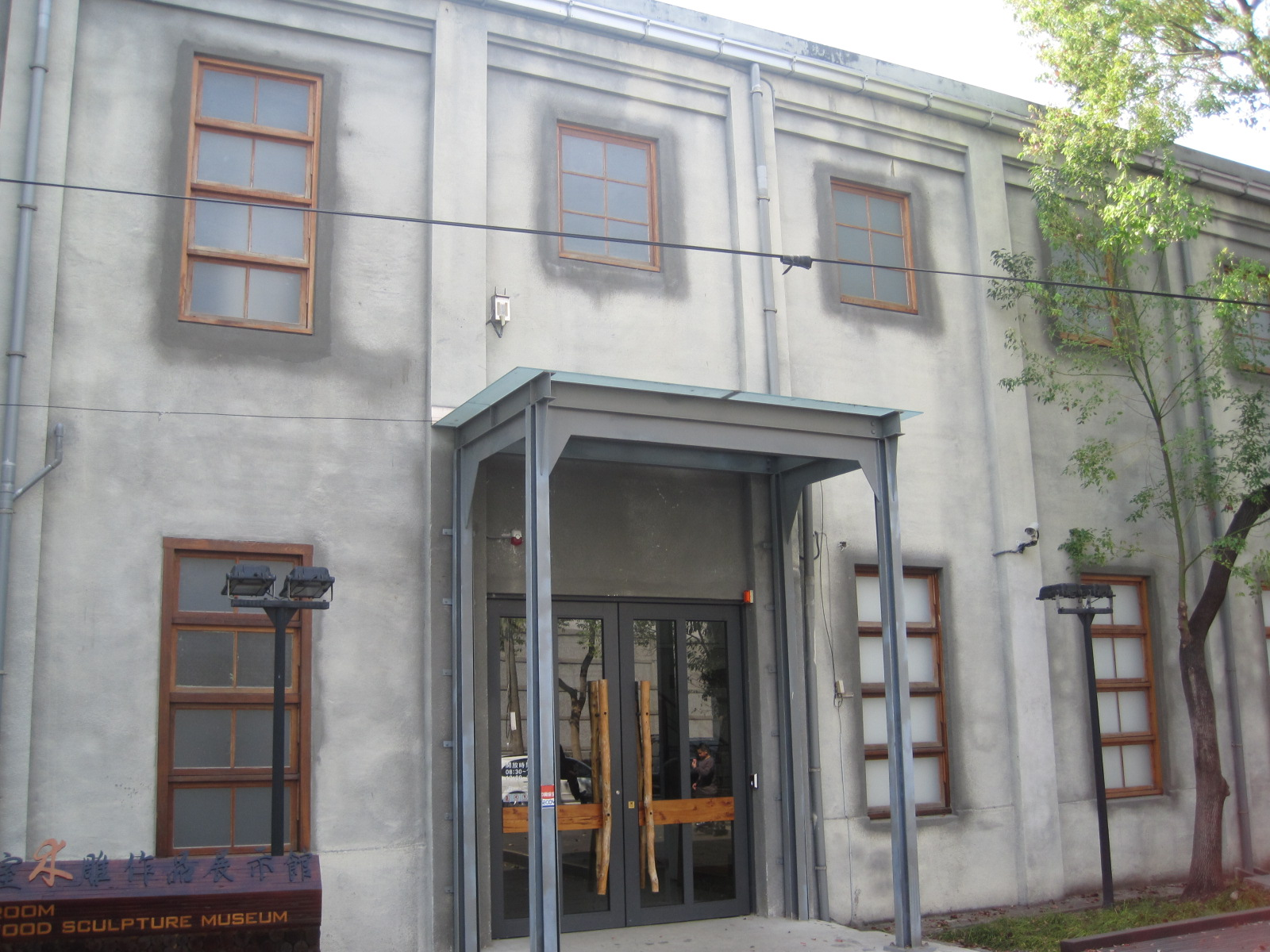
嘉義製材所動力室

原嘉義製材所為臺灣嘉義市之歷史建築，公告於民國九十四年（2005年）10月26日，是日治時期營林製材所相關的建築群，由前棟辦公室、機具工廠、動力室、煤料貯存庫、乾燥庫房所組成。2019年規劃為阿里山林業村林業藝術園區。

## 沿革
該建築群在日治時期稱為嘉義製材工廠，其中的動力室於大正二年（1913年）啟用，為嘉義市第一座鋼骨構造的鋼筋混體土建築，配置有發電機等設備，為一座火力發電廠。而主體的第一代廠房則於大正三年（1914年）啟用，位在動力室南邊，部分為三層樓，其他部分則兩層樓，是鋼筋混擬土建築。當時配置了美國先進機械，一天可產六百石。然而第一代廠房卻毀於昭和十六年（1941年）12月17日的地震，隔年於動力室北邊興建現存的第二代廠房。
二次大戰後，該工廠改稱第一製材工廠，除了該工廠外，還有接收自日本民間的第二、第三製材工廠。後來該建築群又由民間承租為竹材工藝品加工廠。

## 建築
建築群大多使用阿里山檜木製成，使用了木桁架支撐，牆壁則是編竹夾泥牆，外鋪雨淋板。